# La Salle-en-Beaumont
La Salle-en-Beaumont ist eine französische Gemeinde mit 347 Einwohnern (Stand: 1. Januar 2022) im Département Isère in der Region Auvergne-Rhône-Alpes (vor 2016 Rhône-Alpes). Sie gehört zum Arrondissement Grenoble und zum Kanton Matheysine-Trièves.

## Lage
Die Gemeinde La Salle-en-Beaumont liegt am hier aufgestauten Drac, etwa 37 Kilometer südsüdöstlich von Grenoble und 43 Kilometer nordnordwestlich von Gap. Umgeben wird La Salle-en-Beaumont von den Nachbargemeinden Saint-Laurent-en-Beaumont im Norden, Saint-Michel-en-Beaumont im Nordosten und Osten, Sainte-Luce im Osten und Südosten, Quet-en-Beaumont im Süden, Châtel-en-Trièves im Süden und Westen sowie Saint-Pierre-de-Méaroz im Westen und Nordwesten.
Durch die Gemeinde führt die Route nationale 85 und der Canal du Beaumont.

## Bevölkerungsentwicklung
| Jahr                       | 1962 | 1968 | 1975 | 1982 | 1990 | 1999 | 2006 | 2013 | 2021 |
| Einwohner                  | 261  | 222  | 233  | 250  | 278  | 241  | 277  | 322  | 346  |
| Quellen: Cassini und INSEE |      |      |      |      |      |      |      |      |      |

## Sehenswürdigkeiten
- Kirche Notre-Dame-de-l'Assomption aus dem Jahre 1998

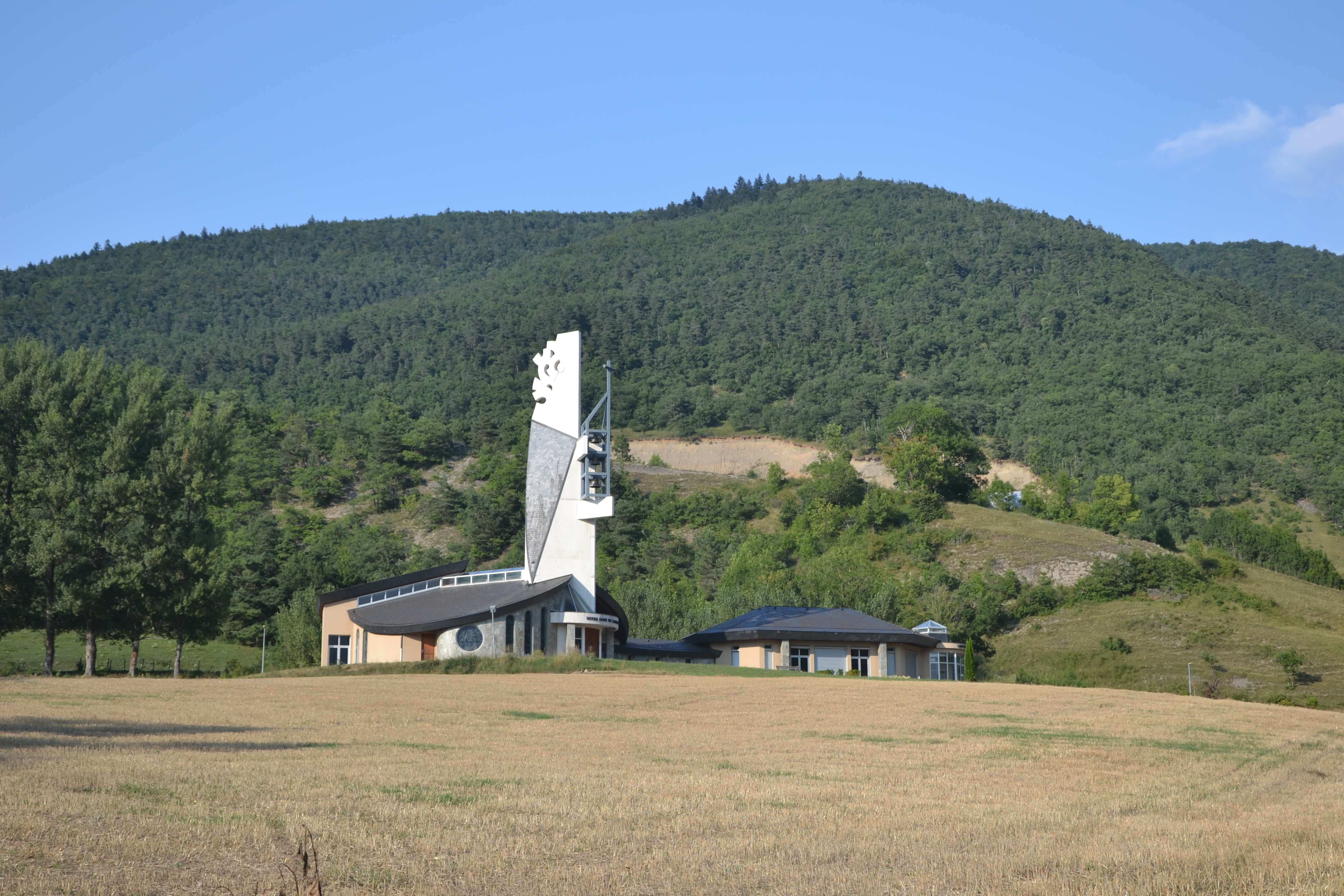
Kirche Notre-Dame-de-l'Assomption
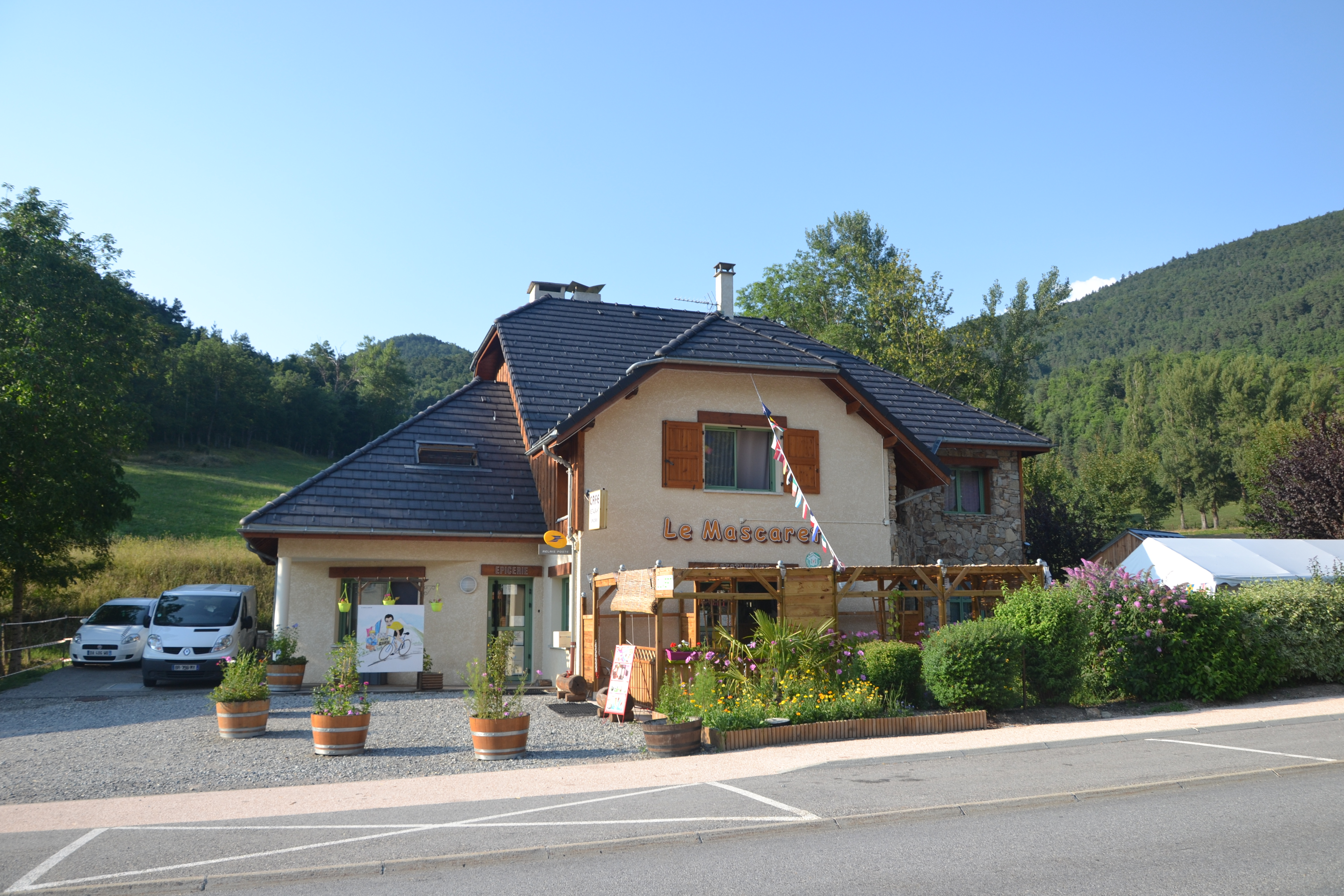
Hotel-Restaurant Mascaret
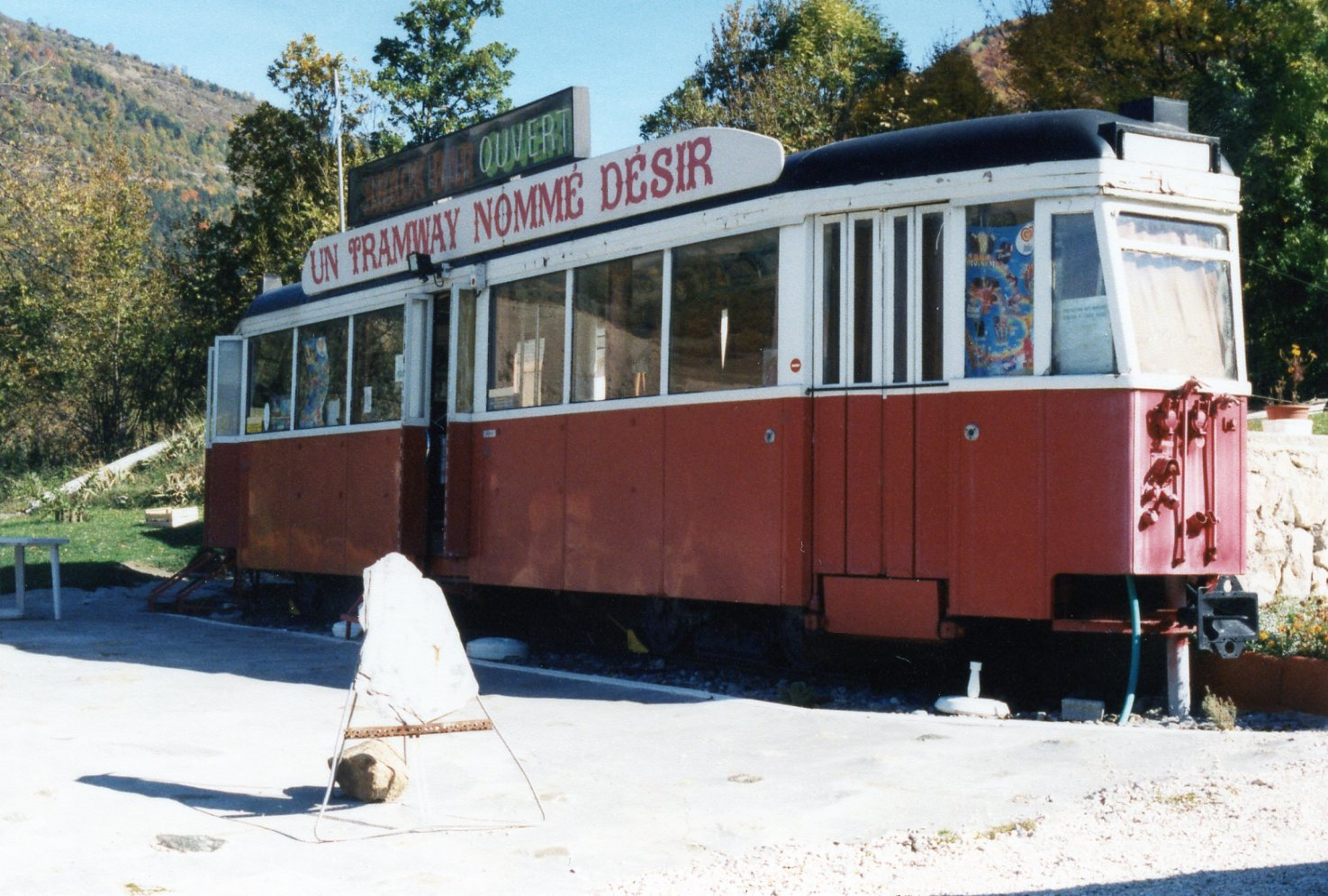
Restaurant in einem ehemaligen Luzerner, später Genfer Tramwagen